# Acanthodactylus lineomaculatus
Espèce
Acanthodactylus lineomaculatus est une espèce de sauriens de la famille des Lacertidae.

## Répartition
Cette espèce est endémique du Maroc.

## Description
C'est un petit lézard terrestre vivant dans des zones arides.

## Classification
Des analyses génétiques ont montré que cette espèce est très proche de Acanthodactylus erythrurus.

## Publication originale
- Duméril & Bibron, 1839 : Erpétologie Générale ou Histoire Naturelle Complète des Reptiles. vol. 5. Roret/Fain et Thunot, Paris, p. 1-871 (texte intégral).